# Маликов, Владимир Александрович
Владимир Александрович Маликов (1886—1952) — русский офицер, герой Первой мировой войны, участник Белого движения на Юге России.
Уроженец Курской губернии. Образование получил в Обоянском трехклассном городском училище и Харьковском реальном училище.
В 1908 году окончил Чугуевское пехотное юнкерское училище, откуда выпущен был подпоручиком в 80-й пехотный Кабардинский полк. 10 февраля 1911 года переведен в 82-й пехотный Дагестанский полк. Произведен в поручики 25 декабря 1912 года.
В Первую мировую войну вступил в рядах 82-го пехотного Дагестанского полка. Удостоен ордена Святого Георгия 4-й степени
За то, что 26 августа 1914 года, при наступлении полка на укрепленную позицию у д. Драганы, увидя растерявшихся, за выбытием офицеров из строя, нижних чинов 4-х рот, по собственному почину, воодушевив их, повел в атаку и, несмотря на сильный огонь противника, первый ворвался в окоп и обратил противника в бегство. Вследствие этой смелой и неожиданной для врага атаки и остальные окопы позиции были очищены противником.
29 апреля 1915 года переведен в 8-й пулеметный автомобильный взвод, в следующем году переформированный в 8-е броневое автомобильное отделение. Произведен в штабс-капитаны 15 июня 1916 года «за выслугу лет», в капитаны — 15 октября 1916 года. В 1917 году — командир 8-го броневого автомобильного отделения. Произведен в подполковники 7 июня 1917 года.
В Гражданскую войну полковник Маликов участвовал в Белом движении. В Добровольческой армии и ВСЮР — в Запасном бронеавтомобильном дивизионе, с 20 марта 1919 до 21 марта 1920 года — командир 1-го броневого автомобильного дивизиона. В Русской армии до эвакуации Крыма, эвакуировался на корабле «Лазарев».
В эмиграции в Югославии. Служил в югославянской армии, состоял членом Общества кавалеров ордена Св. Георгия. После Второй мировой войны переехал в США. Умер в 1952 году в Нью-Йорке. Похоронен на православном Свято-Владимирском кладбище в штате Нью-Джерси. Его жена Клавдия Петровна (1887—1936) похоронена на Новом кладбище в Белграде.

## Награды
- Орден Святого Георгия 4-й ст. (ВП 3.02.1915)
- Орден Святой Анны 3-й ст. с мечами и бантом (ВП 19.02.1915);
- Орден Святого Станислава 3-й ст. с мечами и бантом (ВП 7.01.1917)
- Орден Святой Анны 2-й ст. «за отлично-усердную службу и труды, понесенные во время военных действий» (ПАФ 7.02.1917)